# اودبی
اودبی (به انگلیسی: Oadby) یک شهرک در بریتانیا است که در لسترشر واقع شده‌است. اودبی ۲۳٬۸۴۹ نفر جمعیت دارد.اودبی تکه ای جدا شده از ماهدشت است.